# Salomos orden
Salomos orden var en riddarorden i Kejsardömet Etiopien instiftad 1874 som en del av Salomos insegels orden. 1922 blev den en separat orden.
Salomodynastin, det gamla kejserliga huset i Etiopien, hävdar sin härkomst från kung Salomo och drottningen av Saba, och sägs ha fött kung Menelik I efter sitt besök hos Salomo i Jerusalem.

## Ordenstecken
När kejsar Yohannes IV utdelade orden till amiral sir William Hewett, c. 1884, beskrevs den som "en triangulär guldmedalj med sex ädelstenar".